# آدا سالتر
آدا سالتر (بالإنجليزية: Ada Salter)‏ (براون قبل الزواج؛ 20 يوليو 1866 – 4 ديسمبر 1942) كانت مُصلحة اجتماعية، وسَلامية، وناشطة بيئية إنجليزية، وعضوًا بجمعية الأصدقاء الدينية، ورئيسة الرابطة العمالية النسائية، ورئيسة نقابة الحدائق الوطنية. كانت من أُوَل المستشارات في لندن، وأول امرأة تصبح عمدة لندن، وأول امرأة عمدة عمالية في الجزر البريطانية.

## حياتها
وُلدت في 20 يوليو عام 1866 في روندز، نورثامبتونشير، وكان لها أربع أخَوات: ماري، وبياتريس، وأليس، وأديليد، وأخ هو ريتشارد الذي صار قسيسًا ميثوديًا في لانكستر. نشطت في الكنيسة الميثودية، وكانت في الجناح الراديكالي للحزب الليبرالي، قبل أن تنضم إلى إرسالية غرب لندن في بلومزبري لتصبح «أختًا للشعب» في الأحياء الفقيرة في سانت بانكراس. كانت أخَوات الإرسالية تحت قيادة كاثرين هيوز (اشتراكية مسيحية مُلهِمة)، لكن قبل أن تُنقل آدا إلى مستوطَنة برموندسي بعد زواج أختها ماري بولدوين. قابلت هناك ألفرد سالتر، الاشتراكي اللاأدريّ الذي كان مقيمًا عاكفًا على البحث الطبي في الأمراض المعدية بمزرعة سدبوري (ومبلي الآن)، ميدلسكس. تنصَّر ألفرد متأثرًا بها، وانضم إلى الحزب الليبرالي، وانخرط كلاهما في جمعية الأصدقاء الدينية (الكويكرز)، وأخذا يحضران «اجتماع دتفورد». تزوجا في روندز يوم 22 أغسطس عام 1900.
كانت آدا مذ قدِمت لندن تُصر على العيش بين الفقراء في أحيائهم. وبعدما قدِمت برموندسي، أصرت على البقاء فيها كذلك، إذ أحبت المكان على رغم فقره المدقع. كان ألفرد طبيبًا ماهرًا، إلى حد أن كان بوسعه أن يحقق ثروة بالعمل استشاريًا، فصار طبيبًا عامًّا في جامايكا رود، وكان يأخذ أجرًا زهيدًا من الفقراء، ولا شيء من أفقرهم. واصلت آدا العمل الاجتماعي في مستوطنة برموندسي، حيث ذاع ذِكرها من أجل النوادي التي أشرفت عليها، ولا سيما نوادي «الأقوى والأقسى» للمراهقات. في عام 1902، اعتزلت العمل مؤقتًا حين أنجب الزوجان ولدهما الوحيد: آدا جويس.
كانت آدا رئيسة الحزب الليبرالي النسائي في برموندسي وروثرهايت، لكن في عام 1906، اعتزلت الحزب حين لم يَفِ بعهد ضمان التصويت للنساء، وبُعَيد ذلك، انضمت إلى حزب العمال المستقل. كان هذا هو الحزب السياسي الأدعى إلى حقوق المرأة، وأراد ترشيح نساء –منهنّ آدا– في انتخابات المجلس التي كانت مقبلة، ما وضع ألفرد في موقف محرج، إذ كان مستشارًا ليبراليًا في مجلس محافظة لندن. في عام 1908، ترك الليبراليين ليؤسس فرع حزب العمال المستقل في برموندسي. وهكذا كانت آدا مَن أضاء له الطريق مرة أخرى ليتبعه. في نوفمبر عام 1909، انتُخبت عضوًا في مجلس البلدة التابع لحزب العمال المستقل، فكانت بذلك أول مستشارة في برموندسي، وأول مستشارة عمالية فيها، ومن أُوَل المستشارات في لندن. لكن في عام 1910، صَعقت الأسرةَ مأساةٌ، إذ ماتت بنتهما الوحيدة جويس، وهي لم تبلغ إلا الثامنة، بسبب الحمى القرمزية (من الأوبئة التي كانت تجتاح الأحياء الفقيرة بصورة دورية، وكانت قد أصابتها هي نفسها مرتين قبل). من ساعتها تُزين صُورتها في مكتب أبيها يوميًا بالزهور وأوراق نبتة العشقة.